# مات غريس
مات غريس (بالإنجليزية: Matt Grace)‏ هو لاعب كرة قاعدة أمريكي، ولد في 14 ديسمبر 1988 في توررانسي في الولايات المتحدة.

## وصلات خارجية
- مات غريس على موقع دوري كرة القاعدة الرئيسي (الإنجليزية)
- مات غريس على موقعبيزبول رفرنس.كوم (الدوري الرئيسي) (الإنجليزية)
- مات غريس على موقعبيزبول رفرنس.كوم (الدوري الثانوي) (الإنجليزية)
- مات غريس على موقع إي إس بي إن.كوم (أم.أل.بي) (الإنجليزية)
- مات غريس على موقع مشجعي الرسوم البيانية (الإنجليزية)